# Piteå
Piteå – miasto w północnej Szwecji. Siedziba władz administracyjnych gminy Piteå w regionie Norrbotten. Około 22 650 mieszkańców. Port nad Zatoką Botnicką, w pobliżu ujścia rzeki Pite.

## Historia
Piteå zostało założone w 1620 roku przez grupkę osób która osiedliła się wokół kościoła w Öjebyn, który został wcześniej wybudowany przez wieśniaków. Po wielkim pożarze w 1666 miasto zostało przesunięte w 1668 do Haggholmen, gdzie leży do dziś.
Pierwsze wzmianki o mieście pochodzą z XIV w., kiedy to na terenie dzisiejszej wioski kościelnej istniała osada, która prawa miejskie otrzymała w 1621 roku. W 1666 roku w mieście wybuchł pożar, a miasto zostało przeniesione na wybrzeże, 5 km na południe, gdzie w 1721 roku zniszczyły je wojska rosyjskie.

## Atrakcje turystyczne
- Ratusz z 1830 roku, w którym mieści się Piteå Museum. Można tam zobaczyć m.in. makietę miasta.
- Piteå kyrka – jeden z najstarszych kościołów Norrlandu, który ocalał tylko dzięki temu, że mieścił się w nim sztab rosyjski[3].
- Rejon zwany Riwierą Północy,  w którym znajduje się kilka plaż oraz nadmorski kurort Pite Havsbad.

## Gospodarka
W mieście rozwinął się przemysł drzewny, papierniczy oraz metalowy.

## Sport
- Piteå HC – klub hokeja na lodzie

## Współpraca
- Kandałaksza, Rosja
- Grindavík, Islandia
- Saint Barthélemy, FrancjaMiasto Piteå z 1700 z Suecia Antiqua et Hodierna

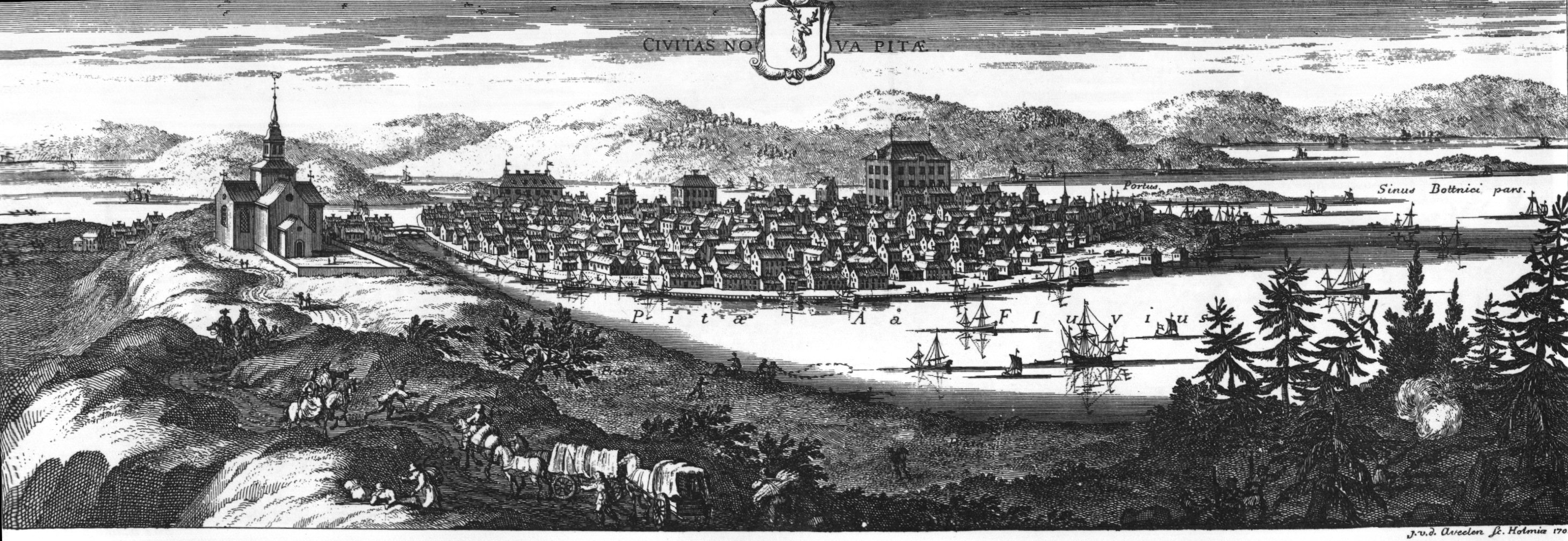
Miasto Piteå z 1700 z Suecia Antiqua et Hodierna